# 爱森斯坦
爱森斯坦或艾森斯坦可以指：

## 人名
- 費迪南·艾森斯坦（英語：Ferdinand Gotthold Max Eisenstein），德國數學家。
- 丹尼尔·爱森斯坦（英語：Daniel Eisenstein），美國天文學家和宇宙學家。
- 谢尔盖·米哈依洛维奇·爱森斯坦（英語：Сергей Михайлович Эйзенштейн），蘇聯導演、電影理論家、猶太人。

|  | 本页或本分段罗列了姓氏为「K」的人物。 如果是一个指代特定个人的内链将您引导到本页，請考慮修正該人物的名字以將链接指向正確的條目。 |